# ワイル代数
抽象代数学におけるワイル代数（ワイルだいすう、英語: Weyl algebra）は多項式係数の微分作用素がなす非可換環である。量子力学におけるハイゼンベルクの不確定性原理の研究においてこの環を導入したヘルマン・ワイルにちなみ、この名前が付けられている。ワイル代数はハイゼンベルク群のリー環の普遍包絡環から、リー環の中心の生成元と普遍包絡環の単位元とを同一視して得られる商になっており、このことからハイゼンベルク代数とも呼ばれる。

## 定義
以下 F を体とし、 F に係数を持ち X を変数とする一変数多項式環 F[X] の元やその上の微分作用素を考える。多項式を係数とする微分作用素は一般に
{\displaystyle f_{n}(X)\partial _{X}^{n}+\cdots +f_{1}(X)\partial _{X}+f_{0}(X)}
の形に書ける。これは変数 X に関する微分を ∂X とするとき、X と ∂X とが F 上生成する多元環 W(X) := F[X; ∂X] の元である。積の微分法則（ライプニッツ則）により ∂X(Xφ) = (1 + X∂X)φ となるから、作用素として X と ∂X との間には
{\displaystyle \partial _{X}X=X\partial _{X}+1\iff [\partial _{X},X]=1}
という関係がある。この W(X) はワイル代数と総称される多元環の無限系列の最初のものになっている。より一般に、n-次のワイル代数 An は n-変数多項式係数の微分作用素が成す環
{\displaystyle A_{n}:=F[x_{1},\ldots ,x_{n};\,\partial _{1},\ldots ,\partial _{n}]}
であり、An における基本関係式は
{\displaystyle [x_{j},x_{k}]=0,\quad [\partial _{j},\partial _{k}]=0,\quad [x_{j},\partial _{k}]=-\delta _{jk}}
で与えられる（δij はクロネッカーのデルタ）。これは、多項式の各変数に関する微分に対して順次オア拡大を適用することによってワイル代数が構成されることをしめしている。
量子力学ではしばしば、生成元が物理量に対応する自己共役作用素となるように、複素数を係数として ∂ の代わりに {\displaystyle \scriptstyle i\hbar \partial } を生成元としてワイル代数を定義する。

## 生成元と基本関係による構成
上で導入された代数W(X) は二つの生成元 X, Y とそれらの間の関係
YX − XY − 1
によって自由に生成された線形環と見なせる。同様にして代数 An を生成元と基本関係によって抽象的に与えることもできる。V をシンプレクティック形式 ω を備えた 2n-次元ベクトル空間のとき、V のワイル代数 W(V) は、V のテンソル代数 T(V) の、 v ⊗ w − w ⊗ v − ω(v, w) の形の元によって生成される両側イデアル Iによる商
{\displaystyle W(V):=T(V)/I}
として定められる。言い換えれば W(V) は V によって生成され、[v, w] (:= vw − wv) = ω(v, w) のみを関係式とする多元環である。このとき、W(V) は、シンプレクティックベクトル空間に対して自然に定まるため、非退化なシンプレクティック形式 ω の取り方によらずAn に同型である。 ωが0だとすれば上の関係式はVの対称代数 S(V) = Sym(V) を定めているので、ワイル代数 W(V) はS(V) の量子化（非可換環への変形）と見なすことができる。
Fの標数が 0 だとすると、ワイル代数 W(V) は、対称代数 Sym(V) のモイヤル変形に自然同型である（ここではモイヤル積公式における定数 {\displaystyle \scriptstyle i\hbar } を 1 に取り替え、また V を張るベクトルを変数と見て対称代数を V* 上の多項式函数と見なす）。この同型は Sym(V) から W(V) への対称化作用素
{\displaystyle a_{1}\cdots a_{n}\mapsto {\frac {1}{n!}}\sum _{\sigma \in S_{n}}a_{\sigma (1)}\otimes \cdots \otimes a_{\sigma (n)}}
によって与えられる。

## 性質
ワイル代数は単純環かつ整域になっている。
対称代数のワイル代数への量子化の類似物として、外積代数の量子化になっているクリフォード代数があげられる。  
この量子化の n = 1 の場合（および、そのフーリエ変換を用いた多項式函数を含む「ほとんどの」可積分函数への拡張）の詳細はワイル量子化enを見よ。